# Strebla consocius
Strebla consocius är en tvåvingeart som beskrevs av Wenzel 1966. Strebla consocius ingår i släktet Strebla och familjen lusflugor. Inga underarter finns listade i Catalogue of Life.